# Бейн, Беверли
Бе́верли Бейн (англ. Beverly Bayne, настоящее имя — Перл Беверли Бейн (англ. Pearl Beverly Bain), 11 ноября 1894, Миннеаполис, Миннесота — 18 августа 1982, Скотсдейл, Аризона) — американская киноактриса.
Родилась в Миннеаполисе, и в шестилетнем возрасте с семьёй переехала в Чикаго. В шестнадцатилетнем возрасте подписала контракт с киностудий «Essanay Studios», и в 1912 году дебютировала в одной из короткометражек. На студии она познакомилась с актёром Фрэнсисом Х. Бушменом, вместе с которым появилась в главной роли в 24 картинах. Одним из самых кассовых и успешных их совместных фильмов стала мелодрама «Ромео и Джульетта» в 1916 году. Их экранный романтический дуэт перерос в брак, оформленный в 1918 году. В 1916—1918 годы пара работала вместе на студии «Metro Pictures», а в дальнейшем они также участвовали в театральных постановках и водевилях. После развода с Бушманом в 1924 году карьера Бейн пошла на спад, и год спустя она прекратила съёмки в кино. Их единственный сын, Ричард Стенсбери Бушман, покончил жизнь самоубийством в 1957 году.
В 1930-е и 1940-е годы актриса играла в театре, в том числе выступала и на Бродвее, а также работала на радио. В 1948 году она вернулась на большой экран, появившись в эпизодической роли в своём первом и последнем звуковом фильме «Обнажённый город». В 1950 году она окончательно завершила свою карьеру, уединившись в Аризоне в городе Скотсдейле, где в 1982 году скончалась от сердечного приступа в возрасте 87 лет. Её вклад в американскую киноиндустрию отмечен звездой на Голливудской аллее славы.